# Eems
De Eems (Duits: Ems) is een rivier die door het noordwesten van Duitsland stroomt en bij haar monding via de Dollard en Westereems aan het noordoosten van Nederland grenst.
Zij loopt door de deelstaten Noordrijn-Westfalen en Nedersaksen (Eemsland).
Zij ontspringt in de Senne in de gemeente Schloß Holte-Stukenbrock (bij het Teutoburgerwoud in Duitsland, zuidelijk van Bielefeld) en mondt uit in de Noordzee. In de Waddenzee loopt de hoofdarm van de Eems over het wad als Westereems tussen de eilanden Rottumeroog en Borkum door; het zeegat aan de andere zijde van Borkum, tussen dit eiland en Juist heet Oostereems.
De Dollard is niet het estuarium van de Eems, maar het estuarium van de Westerwoldsche Aa en dus een zijbaai van de monding van de Eems.
De Eems is 371 kilometer lang, waarvan 238 kilometer bevaarbaar is.
Het Eems-Jadekanaal, dat bij Emden begint, verbindt de Eems met de Jade. Het Dortmund-Eemskanaal loopt voor een groot deel parallel aan de Eems. 
Een van de rechter zijrivieren is de Hase. Deze ontspringt in het Teutoburgerwoud en splitst zich bij een bifurcatie in de Else, die naar de Wezer loopt, en de eigenlijke Hase die bij Meppen in de Eems uitmondt.
Een andere rechter zijrivier is de Leda, die bij de stad Leer in de Eems uitmondt.
Linker zijriviertjes zijn onder andere de Werre, die in de voorsteden van Münster in de Eems uitmondt, de Münstersche Aa en in Nederland het sterk gekanaliseerde Damsterdiep.
Steden aan de Eems zijn: Gütersloh, Rheda-Wiedenbrück, Telgte, Greven, Emsdetten, Rheine, Lingen, Meppen, Haren, Lathen, Papenburg, Leer, Emden en Delfzijl. Bij Meppen ligt de Emsbrücke in de B402 over de rivier  en bij Weener de Friesenbrücke, een spoorbrug. Tussen Leer en Emden bevindt zich de Eemskering. Bij Leer loopt de Autobahn A 31 in de Emstunnel onder de rivier door
Onder andere de Nederlandse gemeente Eemsdelta ontleent haar naam aan de rivier de Eems, net als bijvoorbeeld de voormalige gemeente Eemsmond, de Eemshaven en het Eemskanaal.

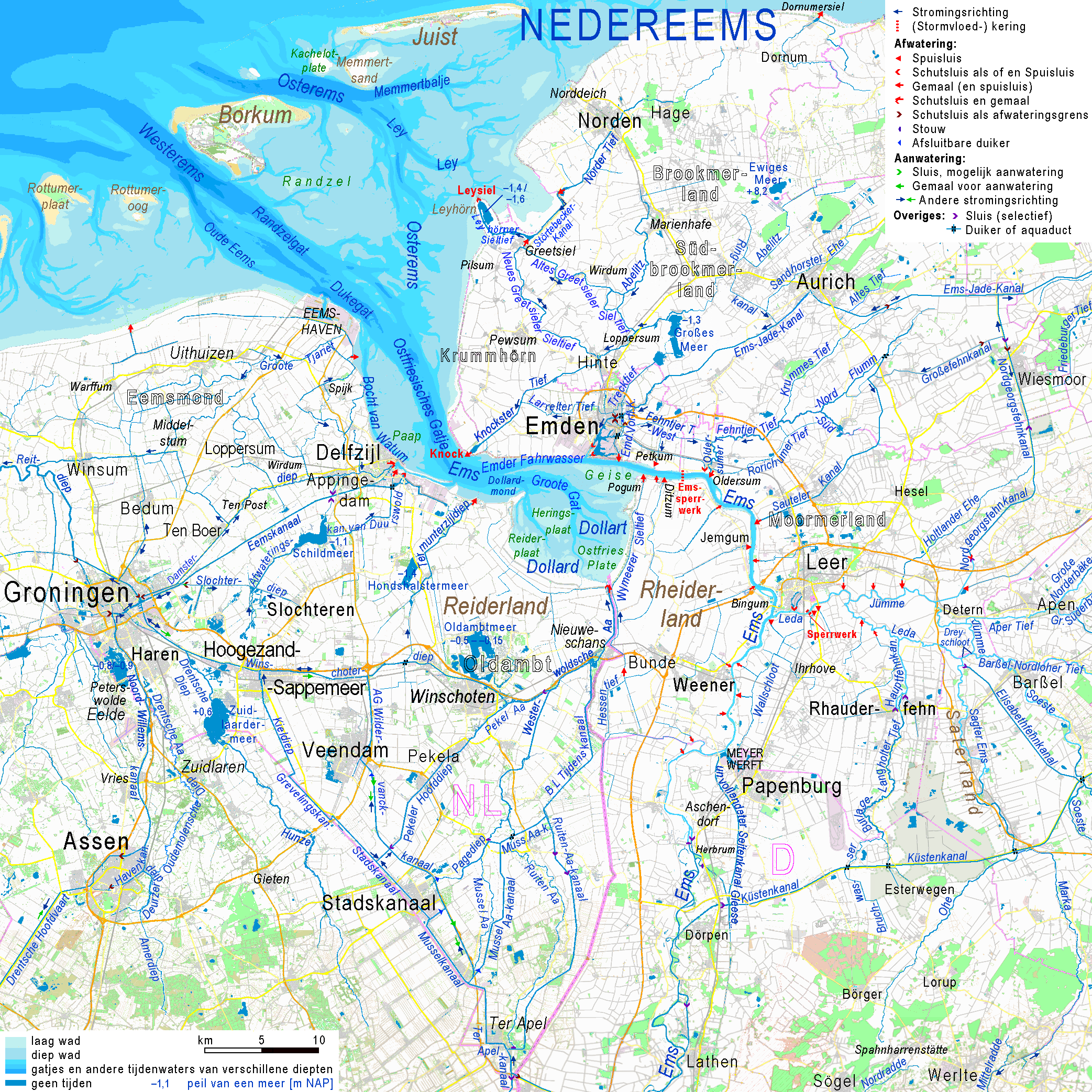
Monding van de Eems

## Sport en recreatie
Ter hoogte van Rheine loopt de Eems een klein stukje parallel met de Europese wandelroute E11. Tussen Weener en Leer loopt de Europese Wandelroute E9. Langs en dichtbij de Eems is een fietsroute uitgezet, die de rivier vrijwel van haar bron tot haar monding volgt (Emsradweg). Bij de bronnen van de Eems en het begin van de Emsradweg heeft de gemeente Schloß Holte-Stukenbrock een recreatieparkje (Ems-Erlebniswelt) met een informatiecentrum over de gehele Eems ingericht. Ook de fietsroute Emsland-Route doet een deel van het oevergebied van de Eems aan. Fietsers kunnen verder rondom de Dollard de Internationale Dollardroute volgen.